# التفارست
التفارست (به هلندی: Altforst) یک روستا در هلند است که در West Maas en Waal واقع شده‌است.

## خصوصیات
التفارست ۵۶۶ نفر جمعیت دارد.